# Merchweiler
Merchweiler é um município da Alemanha localizado no distrito de Neunkirchen, estado do Sarre.